# Cabannes (cráter)
Cabannes es un cráter de impacto lunar, que se encuentra en el hemisferio sur, en su cara oculta. Su borde ha sido erosionado por impactos subsecuentes, e incluso un cráter menor se le superpone en su zona sur. Sin embargo, la formación no ha sido deformada de forma significativa.

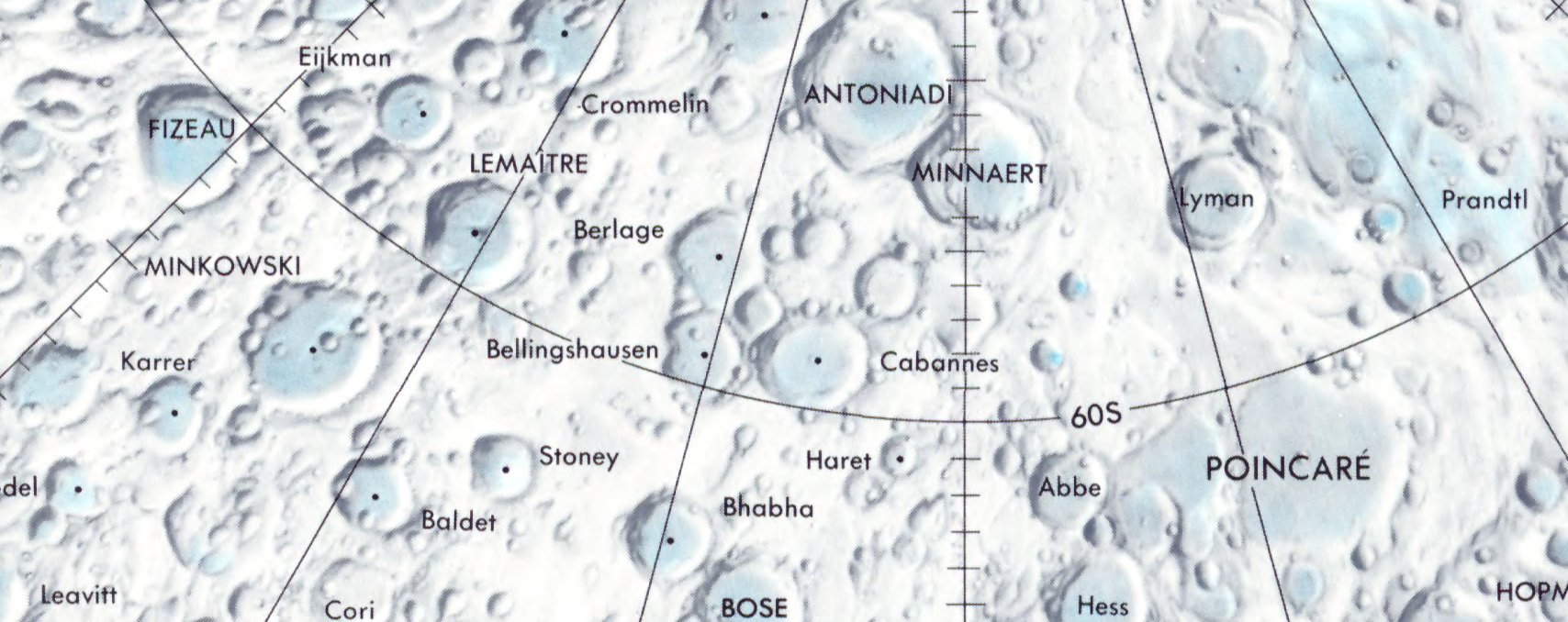
Localización de Cabannes (centro de la imagen)

El cráter satélite 'Cabannes J' está unido a su borde sur, y está entre Cabannes y el muy gastado cráter Berlage. Al este se encuentra el cráter Bellinsgauzen, y al sur está el gran cráter Antoniadi.

## Cráteres satélite

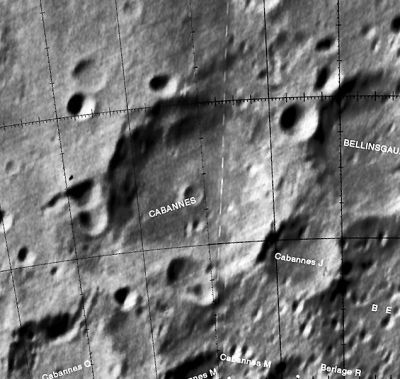
Localización de Cabannes

Son cráteres menores que se encuentran en los alrededores de un cráter mayor, y no son lo suficientemente importantes como para ser nombrados por separado.
|          | \| Cabannes \| Coordenadas \| Diámetro \| \| -------- \| -------------------------------- \| -------- \| \| J \| 62°12′S 167°12′O / -62.2, -167.2 \| 34 km \| \| M \| 64°12′S 170°12′O / -64.2, -170.2 \| 48 km \| \| Q \| 63°18′S 174°30′O / -63.3, -174.5 \| 49 km \| |          |
| Cabannes | Coordenadas | Diámetro |
| J        | 62°12′S 167°12′O / -62.2, -167.2 | 34 km    |
| M        | 64°12′S 170°12′O / -64.2, -170.2 | 48 km    |
| Q        | 63°18′S 174°30′O / -63.3, -174.5 | 49 km    |